# 李维嘉 (1918年)
李维嘉（1918年4月—2018年3月6日），原名李根源，男，重庆人，中华人民共和国政治人物。1938年加入中国共产党。中华人民共和国成立后，先后任川西行署委员、眉山地委组织部副部长，四川省委农村工作部办公室主任、四川省农业办公室副主任、四川省文联书记处常务书记、四川省政协副主席、四川省诗词协会会长、中华诗词学会顾问。